# Joe Thomas (ator)
Joseph Thomas "Joe" Harris (Chelmsford, 28 de outubro de 1983) é um ator ingês. Ele é mais conhecido por interpretar Simon Cooper sitcom The Inbetweeners e como Kingsley Owen na série de TV Fresh Meat.

## Filmografia

### Cinema
| Ano  | Título                     | Papel        |
| ---- | -------------------------- | ------------ |
| 2011 | The Inbetweeners - O Filme | Simon Cooper |
| 2011 | A Trick of the Light       | Joe (Voz)    |
| 2012 | Straw Donkey               | Tom          |
| 2014 | The Inbetweeners 2         | Simon Cooper |
| 2015 | Scottish Mussel            | Danny        |
| 2016 | The Darkest Universe       | Toby         |

### Televisão
| Ano       | Título           | Papel           |
| --------- | ---------------- | --------------- |
| 2008–2010 | The Inbetweeners | Simon Cooper    |
| 2011–2016 | Fresh Meat       | Kingsley        |
| 2011      | Comedy Showcase  | George          |
| 2012      | Threesome        | Teacher         |
| 2013      | Chickens         | George          |
| 2017      | White Gold       | Martin Lavender |